# Mercurio, Mexiko
Mercurio är en ort i Mexiko.   Den ligger i kommunen Sain Alto och delstaten Zacatecas, i den centrala delen av landet, 600 km nordväst om huvudstaden Mexico City. Mercurio ligger 2 133 meter över havet och antalet invånare är 544.
Terrängen runt Mercurio är platt åt nordost, men åt sydväst är den kuperad. Runt Mercurio är det glesbefolkat, med 11 invånare per kvadratkilometer. Närmaste större samhälle är Sain Alto, 7,8 km norr om Mercurio. Omgivningarna runt Mercurio är i huvudsak ett öppet busklandskap.